# VIP
En VIP (Visitor In Private) eller (Very Important Person) er en person, som har forskellige privilegier på grund af sin betydning eller indflydelse.
Eksempelvis kan statsoverhoveder, Politikere, overordnede funktionærer, celebriteter, millionærer etc., betragtes som VIPs.
VVIP bruges om very very important person, refererende til VIP'er med særlig høj rang eller højt forbrug. VVIP bruges især for at skelne mellem mennesker, når alle kan købe VIP-adgang, men nogle gæster har særligt høje krav

## Anden brug af VIP
VIP kan tillige være forkortelse for videnskabeligt personale, betegnelsen er især brugt på uddannelsesinstitutioner hvor TAP står for Teknisk/Administrativt Personale.